# Naqoura
Naqoura (arabiska: الناقورة), Enn Nâqoura, Naqoura, An Nāqūrah) är en liten ort på sluttningen en halv kilometer från Medelhavet i södra Libanon. Ungefärligt invånarnantal i en radie på sju km från den här platsen är 24 910. Mellan byn och havet finns banvallsresterna av en järnväg, ibland felaktigt angiven som en del av "Orientexpressen", som stängdes av vid gränsen när staten Israel upprättades. Den skär genom det område som United Nations Interim Force in Lebanon (UNIFIL) nu använder för sjukhus och militärförläggningar.

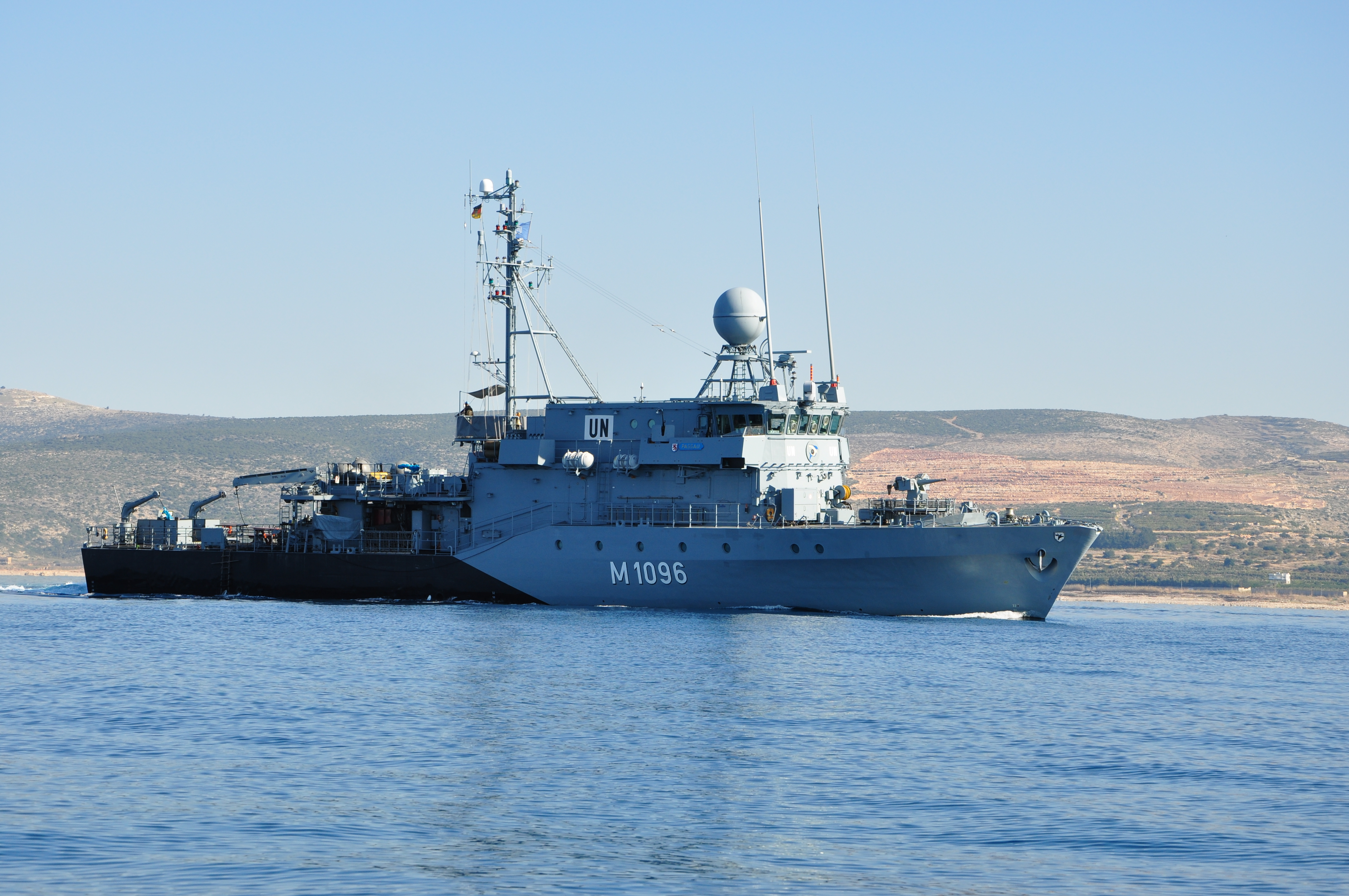
Naqoura

Sedan den 23 mars 1978 har UNIFIL haft sitt huvudkvarter i Naqoura. Norge satte för UNIFIL upp ett sjukhuskompani med sjukhus i norra ändan av förläggningsområdet, Normedcoy, med tillhörande ambulanshelikopter. Sverige övertog 1980 ansvaret för sjukhuset och Italien för helikopterförbandet. Det svenska bidraget bestod till en början av ett sjukhuskompani men övergick senare till en underhållsbataljon vari det tidigare sjukhuskompaniet kom att bli en del. Det svenska UNIFIL-engagemanget avslutades i april 1994 som följd av utökade uppgifter i Jugoslavien.